# Boncodfölde, Zala
Boncodfölde  este un sat în districtul Zalaegerszeg, județul Zala, Ungaria, având o populație de 324 de locuitori (2011). 

## Demografie
Componența etnică a satului Boncodfölde
     Maghiari (100%)
Componența confesională a satului Boncodfölde
     Romano-catolici (67,59%)
     Fără religie (8,02%)
     Reformați (2,47%)
     Atei (1,54%)
     Luterani (1,23%)
     Necunoscută (19,14%)
Conform recensământului din 2011, satul Boncodfölde avea 324 de locuitori. Din punct de vedere etnic, majoritatea locuitorilor (100,0%) erau maghiari.  Din punct de vedere confesional, majoritatea locuitorilor (67,59%) erau romano-catolici, existând și minorități de persoane fără religie (8,02%), reformați (2,47%), atei (1,54%) și luterani (1,23%). Pentru 19,14% din locuitori nu este cunoscută apartenența confesională.